# 安源路矿工人俱乐部之歌
《安源路矿工人俱乐部之歌》，又名“工友歌”、“劳工神圣”，革命民歌，著名红色歌曲，由时乐濛编曲。
歌曲歌颂了1922年9月中国共产党组织罢工运动——安源路矿工人大罢工中展示出的劳工的力量。
该曲是音乐舞蹈史诗《东方红》34首歌曲中的第3首，第一場《東方的曙光》的第5个节目、第2首歌曲。